# Orchestra sinfonica di Houston

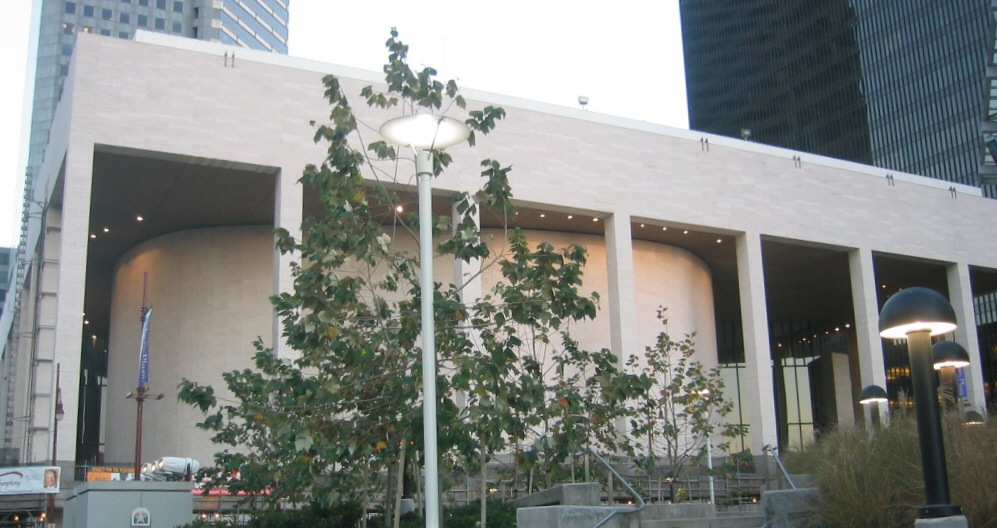
La Jesse H. Jones Hall for the Performing Arts.

L'orchestra sinfonica di Houston (in inglese Houston Symphony) è un'orchestra statunitense con sede a Houston Texas. Fondata nel 1913, dal 1966 ha il proprio quartier generale nella Jesse H. Jones Hall for the Performing Arts di Houston.
Tra i principali direttori di questa orchestra si ricordano Ferenc Fricsay nel 1954, Leopold Stokowski (dal 1955 al 1961), John Barbirolli (dal 1961 al 1967), André Previn (dal 1967 al 1969) e Christoph Eschenbach dal 1988 al 1999. Quello attuale è Hans Graf.